# Orgullo Capital de Ottawa
El Orgullo Capital de Ottawa es un festival y marcha anual del orgullo LGBT que se lleva a cabo en las ciudades canadienses de Ottawa y Gatineau, desde mediados hasta finales de agosto. Fue establecido en 1986 y se ha convertido en una celebración de 7 a 9 días de la comunidad LGBTQ+ en la que se aboga por la igualdad, la diversidad y la inclusión en la Región de la Capital Nacional de Canadá.
La Marcha del Orgullo LGBT de Ottawa, que tuvo su primera edición en 1989 y que ahora se celebra el cuarto domingo de cada agosto, ha aumentado significativamente en tamaño e impacto, sirviendo como plataforma para los derechos y la visibilidad LGBTQ+ en el país. A pesar de enfrentar desafíos, incluidas dificultades financieras, el Orgullo Capital es un símbolo destacado del orgullo y la unidad de las poblaciones LGBTQ+ de Ottawa.

## Misión
La misión del Orgullo capital de Ottawa es crear oportunidades para celebrar, defender, educar y conectar a las personas, respetando la diversidad total de la comunidad 2SLGBTQ+. 

## Historia
El 28 de junio de 1986, Ottawa organizó su primer evento del Orgullo gay y lésbico, donde alrededor de 50 personas se reunieron en el Parque Strathcona para participar de un pícnic organizado por los miembros de la organización Gays de Ottawa (GO). El evento contó con música, bailes y globos de colores adornados con mensajes como "orgullo gay" y símbolos de género que representaban a la comunidad gay y lesbiana.
A partir de esta primera celebración, los eventos de pícnic del Orgullo de Ottawa han continuado realizándose hasta la actualidad y se llevan a cabo en varios parques de la ciudad. A continuación se incluye una lista de los primeros pícnics del Orgullo y sus respectivas ubicaciones:
- 1986 - Parque Strathcona
- 1987 - Parque Strathcona
- 1988 - Parque Jack Purcell
- 1989 - Parque Jack Purcell
- 1990 - Parque Jack Purcell
- 1991 - Parque Ballantyne
- 1992 - Plaza Festival
- 1993 - Plaza Festival
- 1994 - Victoria Island
- 1995 - Parque Wellington
- 1996 - Plaza Festival
- 1997 - Plaza Festival

### Primera Semana del Orgullo y Marcha del Orgullo
Dl 9 al 18 de junio de 1989 se desarrolló la primera Semana del Orgullo Gay y Lésbico en Ottawa, que culminó con la primera marcha del Orgullo de Ottawa, celebrada el domingo 18 de junio. Organizada por los miembros de Gays de Ottawa (GO), la marcha comenzó en Somerset y Metcalfe y concluyó en el sitio elegido para el pícnic de ese año, el Parque Jack Purcell. Los organizadores estimaron que alrededor de 300 manifestantes participaron en este evento.
Durante el festival tuvo lugar además la exposición de la Semana del Orgullo, realizada del 15 al 18 de junio de 1989,  que fue organizada por el Comité sobre el SIDA de Ottawa y tuvo lugar en el Parque Lansdown, donde se presentó la NAMES Project AIDS Memorial Quilt. Como parte de la exposición, se exhibieron además 1200 paneles, incluidos 268 de contribuyentes canadienses, y el evento atrajo a aproximadamente 4000 visitantes, lo que marcó un capítulo importante en la conmemoración de los afectados por el SIDA en Ottawa.

### Década de 1990
En 1990, la segunda marcha del Orgullo de Ottawa encontró un obstáculo inesperado cuando el ayuntamiento proclamó inicialmente el 17 de junio de 1990 como "Día del Orgullo Gay y Lésbico". Dado que esta fecha coincidía con la celebración por el Día del Padre, la marcha fue inicialmente cancelada. A pesar de este revés, el coordinador de la Semana del Orgullo, Graham Haig, emprendió rápidamente acciones legales que dieron lugar a un fallo favorable de un juez de la Corte Suprema de Ontario. Este triunfo no sólo restableció la proclamación, sino que también aseguró que la marcha se desarrollara según lo planeado. Sin embargo, esta victoria legal marcó el comienzo de un período de desafíos para el Orgullo de Ottawa en la década de 1990, debido a que el evento se vio envuelto en batallas legales locales a causa de las proclamaciones.
En 1991, la ciudad optó por omitir el término "Orgullo" de su proclamación, eligiendo "Día de las Lesbianas y los Gays" en lugar del "Día del Orgullo de las Lesbianas y los Gays" que fue elegido inicialmente en 1990. Los organizadores aceptaron esta decisión de forma renuente, expresando preocupación por el hecho de que el ayuntamiento no reconociera la importancia y el empoderamiento vinculados con el concepto de orgullo dentro de la comunidad de lesbianas y gays.
En 1992, las tensiones aumentaron cuando la alcaldesa de la ciudad, Jacquelin Holzman, decidió ignorar la petición de los organizadores y excluir a los "bisexuales" al reescribir la proclamación. El Ayuntamiento de Ottawa votó en contra de la inclusión de los "bisexuales" en la proclamación oficial, optando en cambio por la frase estigmatizante "estilos de vida alternativos".
Esta controvertida decisión llevó a la activista Kathryn Payne a presentar una denuncia ante la Comisión de Derechos Humanos de Ontario, lo que marcó el comienzo de una prolongada batalla legal para abogar por la inclusión de la bisexualidad en el nombramiento y la proclamación de la alcaldía para la Semana del Orgullo de Ottawa. La disputa persistió durante cinco años hasta que finalmente se llegó a un acuerdo.
En 1994, los eventos del Orgullo de Ottawa, que abarcaban el festival de una semana de duración, el pícnic del Orgullo y la Marcha del Orgullo, se trasladaron a julio, un cambio que duró hasta finales de 2004. El 17 de julio de 1994, Joanne Law y Diana Coltridge participaron en la Marcha del Orgullo de Ottawa bajo el lema del Mosaico de Género, lo que marcó una primicia significativa. 
El 9 de mayo de 1997, el Comité de la Semana del Orgullo se incorporó en Ottawa, Ontario, como una corporación sin fines de lucro y actualmente figura como activa. 
El 21 de mayo de 1997 marcó una decisión importante del Ayuntamiento de Ottawa, que votó 8 a 2 a favor de añadir "bisexual" y "transgénero" a la proclamación de la Semana del Orgullo. Esta elección designó del 12 al 20 de julio de 1997 como la Semana inaugural del Orgullo de Lesbianas, Gays, Bisexuales y Transgénero (LGBT) en Ottawa. 
El 13 de julio de 1997, se izó por primera vez la bandera del Orgullo en el Ayuntamiento de Ottawa. 
En 1998, el primer ministro Jean Chrétien, en una carta con motivo de la Semana del Orgullo, destacó la importancia de la diversidad como fuente de fortaleza en la sociedad canadiense. Subrayó además el compromiso de Canadá de ser una nación donde las personas puedan ser diferentes e iguales al mismo tiempo. El Comité de la Semana del Orgullo de Ottawa aseguró aún más su visibilidad imprimiendo la carta del primer ministro Chrétien en la página tres de la guía del Festival de la Semana del Orgullo de Ottawa-Hull del 10 al 19 de julio de 1998, con el tema "¡Orgullo para todas las estaciones!" Esto permitió que el mensaje llegara a una audiencia más amplia dentro de la comunidad LGBTQ.

### Década de 2000
En 2002, el Comité del Orgullo trasladó el evento del Orgullo de la Plaza Festival a Calle Bank (el área del Barrio LGBT de Ottawa) con el apoyo de Bank Street BIA.
Del 8 al 14 de julio de 2002, la policía de Ottawa y el Comité de Enlace de la Policía LGBT participaron activamente en los eventos del Orgullo. Esta edición tuvo un carácter histórico al alcanzar una asistencia récord de más de 55 000 personas en la Marcha del Orgullo del 14 de julio. 

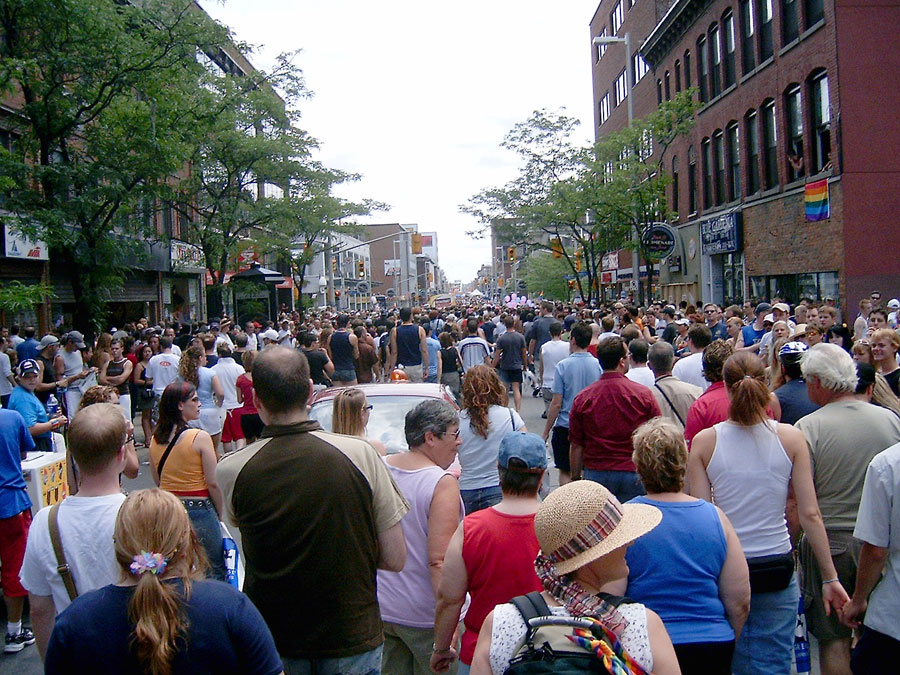
Marcha de 2004 durante su recorrido por la Calle Bank.

El 10 de julio de 2004 tuvo lugar la primera Dyke March de Ottawa. A lo largo de los años, este evento ha pasado de ser una marcha, un mitin y un pícnic comunitario a servir también como una protesta política deliberada y pacífica. La Dyke Marcha de Ottawa tiene como objetivo mejorar la visibilidad de las lesbianas, abogar por el cambio político y protestar contra la corporatización de la Marcha del Orgullo, entre otras causas. En 2006, por ejemplo, después de la marcha, los participantes tuvieron un pícnic complementado con un espectáculo de variedades y otros eventos. En particular, el tema de 2018 fue 'Dykes Shaping the Arts', poniendo de relieve a las artistas lesbianas por primera vez.
En 2005, el Festival del Orgullo se trasladó de la Calle Bank a la Plaza Festival debido a los altos costos y las deudas pendientes del Comité del Orgullo. Además, las fechas del festival fueron reprogramadas de julio a agosto debido a limitaciones de disponibilidad en la Plaza Festival. Es por esto que hasta la actualidad el festival del Orgullo de Ottawa se lleva a cabo a mediados de agosto y acoge su Marcha del Orgullo a finales del mes. 
A partir de 2006, el Comité de la Semana del Orgullo de Ottawa enfrentó desafíos financieros, lo que llevó a una pausa de cinco años en la impresión de la Guía del Orgullo. Capital Xtra intervino y publicó la Ultimate Pride Guide durante este período hasta finales de 2010. 
Entre 2006 y 2008, el festival del Orgullo de Ottawa experimentó un cambio de nombre, pasando de la demonación en inglés de Ottawa Pride a Capital Pride.

### Década de 2010
En 2010, la Semana del Orgullo incluyó un partido de rugby entre los dos únicos equipos de rugby predominantemente gay de Canadá, el Toronto Muddy York y los Ottawa Wolves. El histórico partido se jugó en el césped principal del Parlamento el 28 de agosto de 2010. 
Agosto de 2011 marcó un momento significativo ya que, por primera vez en cinco años, el Comité de la Semana del Orgullo elaboró su Guía del Orgullo oficial para el Festival del Orgullo Capital en Ottawa y Gatineau. 

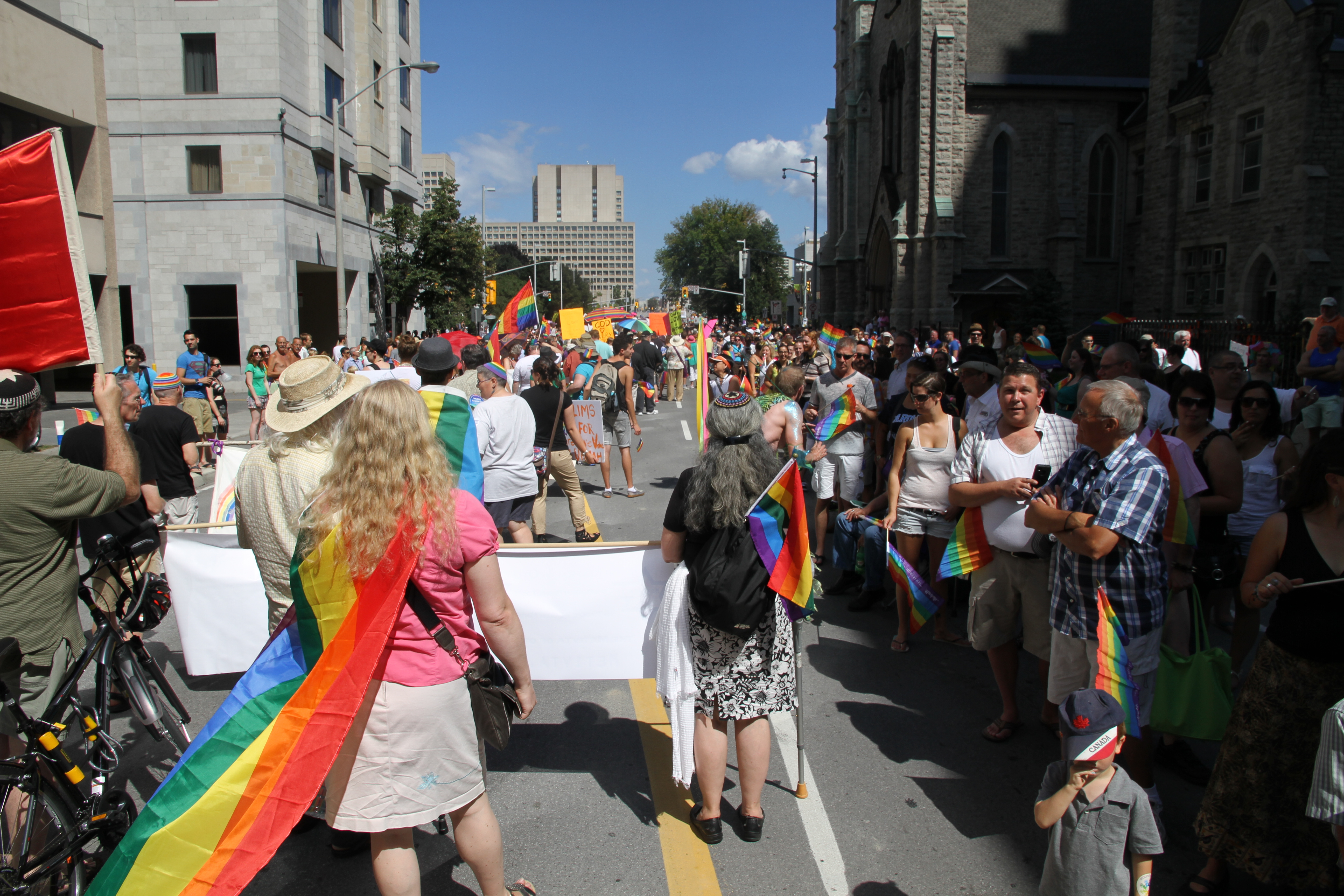
Edición de 2014 de la Marcha del Orgullo Capital de Ottawa.

En 2014, la comisión del Orgullo Capital tuvo problemas financieros que impidieran a la organización pagar a los proveedores más de 100 000 dólares. La organización se declaró en quiebra en diciembre de 2014.  
A principios de 2015, la comisión del Orgullo Capital de Ottawa implementó una nueva estructura de gobernanza, introduciendo el Comité Asesor Comunitario para la dirección y las políticas, y el Comité de Operaciones del Festival para la gestión del festival anual. El comité cambió de nombre, adoptando el término "Rainbow Community" y nombrando el festival como "Fierté dans la Capital(e) Pride Festival".
En julio de 2017, el Orgullo Capital de Ottawa solicitó a la policía fuera de servicio que asistía al festival de agosto que no usara uniformes durante la marcha, como forma de fomentar la inclusión. Aunque inicialmente se mostró en contra, el jefe de policía luego aceptó la solicitud e inició un diálogo con los miembros LGBTQ de la policía. La solicitud tenía como objetivo abordar el malestar en las comunidades marginadas, mostrando un compromiso con el progreso a pesar de los desacuerdos y las complejidades para generar confianza e inclusión.
El 27 de agosto de 2017, el primer ministro Justin Trudeau hizo historia como el primer primer ministro en funciones en participar en la Marcha del Orgullo Capital de Ottawa. Se unió además el general Jonathan Vance, jefe del Estado Mayor de la Defensa, junto a otros miembros de alto rango de las Fuerzas Armadas canadienses, incluidos jefes del ejército y la marina. Un importante contingente de aproximadamente 100 militares LGBT uniformados participó también en la marcha.
Del 19 al 26 de agosto de 2018, el Orgullo de Ottawa organizó su celebración del orgullo más grande hasta la fecha, con una asistencia récord de más de 105 000 asistentes al festival.
El 17 de agosto de 2019, el alcalde de Ottawa, Jim Watson, declaró públicamente su homosexualidad, marcando un momento histórico justo antes de la Semana del Orgullo. Su revelación hizo historia al convertirse en el primer alcalde abiertamente gay de Ottawa. 

### Pandemia de COVID-19 (2020-2021)
El 11 de mayo de 2020, los eventos presenciales del festival y la marcha del Orgullo de Ottawa fueron cancelados debido a la pandemia de COVID-19. La extensión del estado de emergencia de Ontario y la prohibición por parte de la ciudad de Ottawa de eventos masivos, desfiles y festividades liderados por la ciudad impulsaron esta decisión. 
El Orgullo Capital optó por un festival virtual en línea celebrado del 23 al 30 de agosto de 2020, con la temática "Dondequiera que estemos". El evento contó con un certamen de Miss Orgullo Capital,  ganado por Icesis Couture, quien luego triunfó en la segunda temporada de Canada's Drag Race en 2021.
El festival virtual del Orgullo Capital se llevó a cabo del 22 al 29 de agosto de 2021, con el lema "¡Aún Exigimos!" en conmemoración del aniversario 50 de la histórica manifestación We Demand por los derechos LGBT que se realizó en Parliament Hill el 28 de agosto de 1971.
El 11 de agosto de 2021 se anunció que se llevaría a cabo un evento presencial de un día y de capacidad limitada al aire libre en el Parque Lansdowne, que tuvo lugar el domingo 29 de agosto de 2021 desde las tres de la tarde a las diez de la noche.

### Después de la pandemia (desde 2022)
El 27 de agosto de 2023, la Marcha del Orgullo anual atrajo a miles de participantes y espectadores a las calles del centro de Ottawa adornadas con los colores del arcoíris . Aproximadamente 10 000 personas participaron en el desfile y miles más se alinearon en la ruta a lo largo de las calles Elgin, Gladstone y Kent. Los participantes destacaron la importancia de asistir a la marcha a la luz de las preocupaciones sobre el creciente odio contra las personas trans enCanadá. Fae Johnstone, la Gran Mariscal de la marcha, destacó la importancia de la solidaridad y la promoción dentro de la comunidad LGBTQ+.
Coincidiendo con la marcha, el gobierno federal anunció una financiación de hasta 1.9 millones de dólares para siete organizaciones 2SLGBTQI+ en el área de Ottawa. Esta financiación coincidió con la marcha como forma de subraya el compromiso del gobierno de apoyar las iniciativas y organizaciones 2SLGBTQI+ en la región.

## Galería

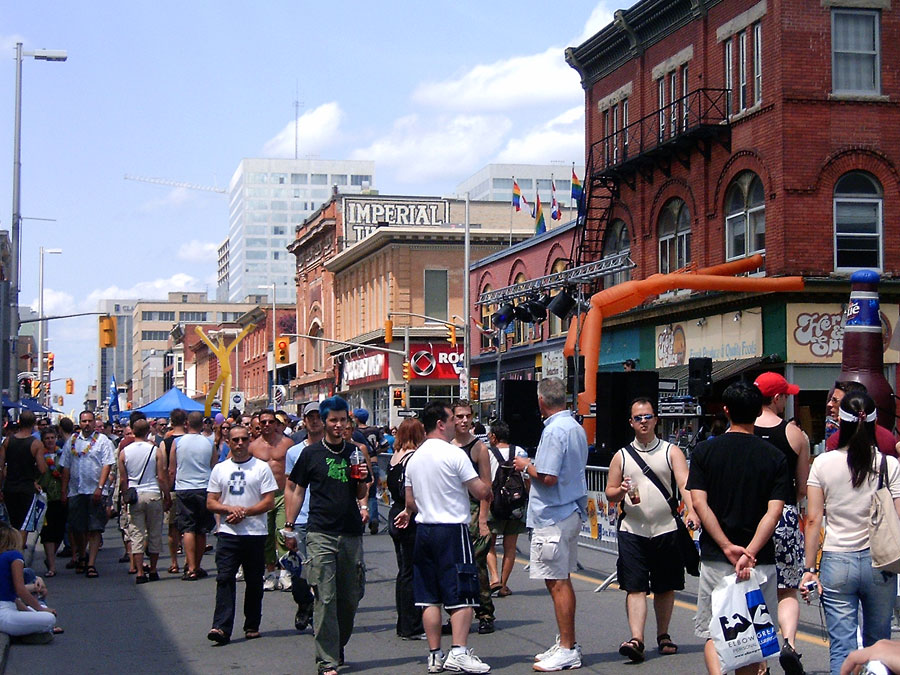
Fiesta posterior a la marcha de 2004 en la Calle Bank.
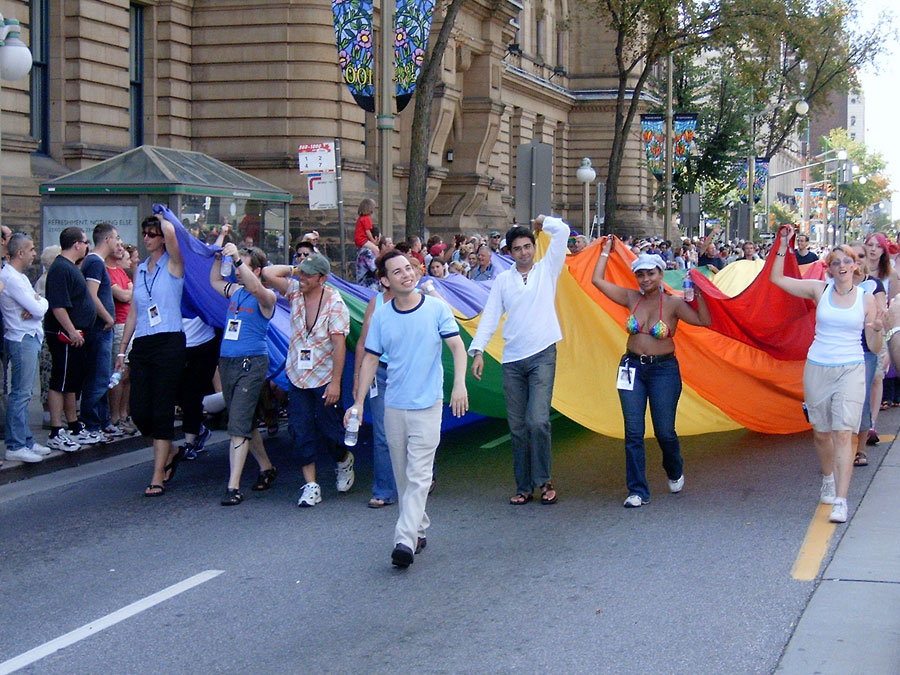
Alex Munter en la Calle Wellingtonencabezando la marcha de 2005.
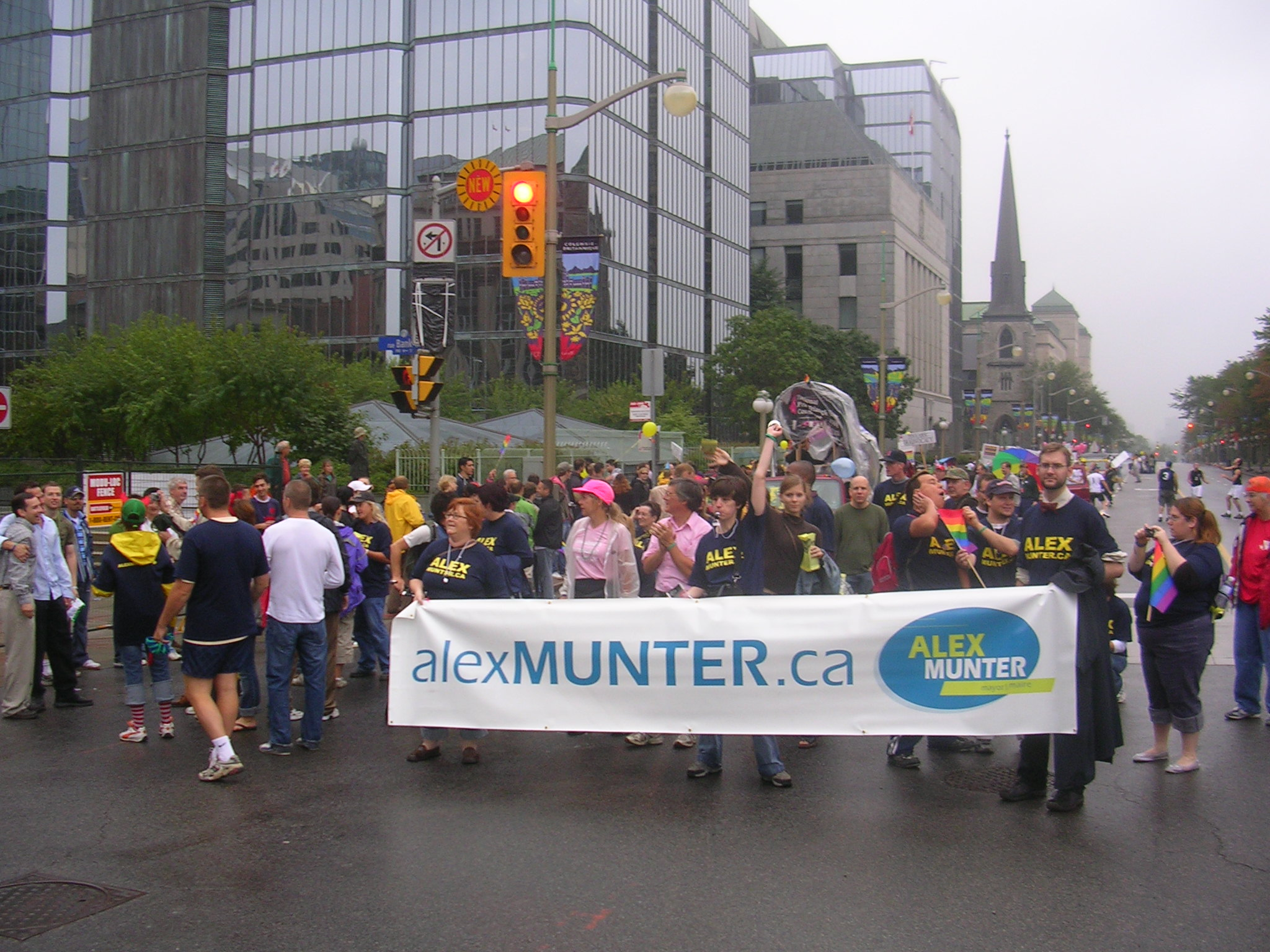
El político Alex Munter realizando campaña política en la marcha de 2006.
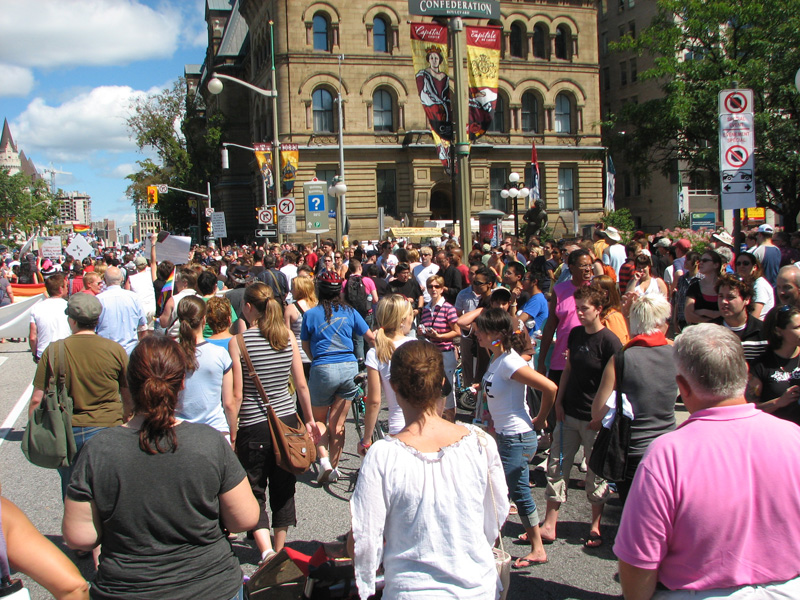
Espectadores y simpatizantes en la marcha de 2007, en laCalle Wellington.
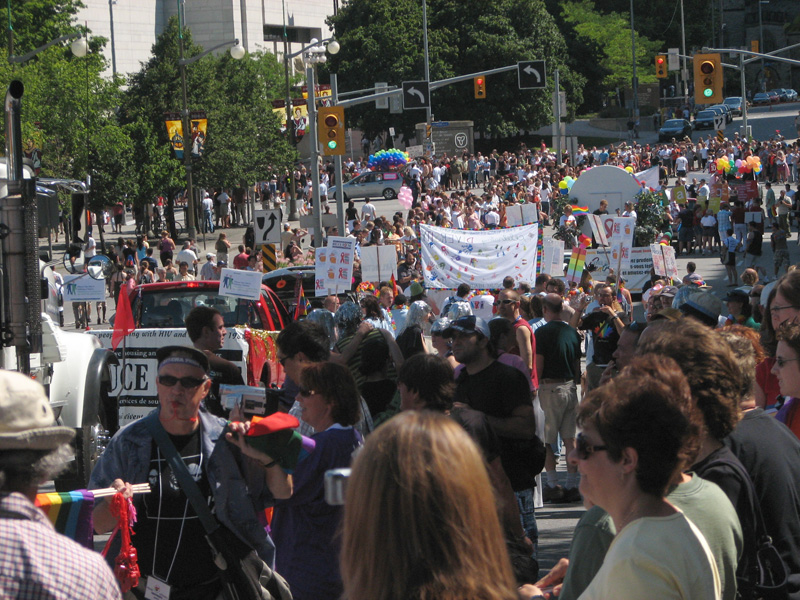
Marcha de 2007 en la Calle Elgin de Ottawa.
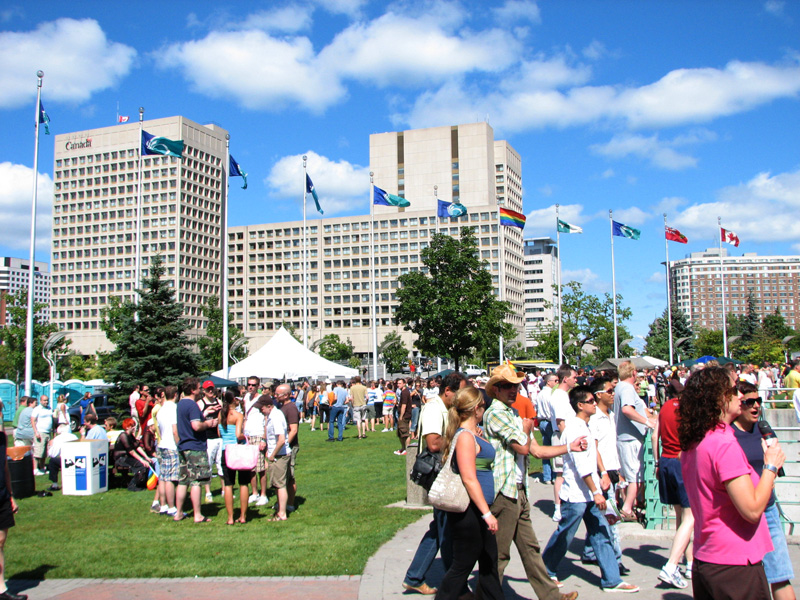
Fiesta de 2007 en los terrenos del Ayuntamiento de Ottawa.
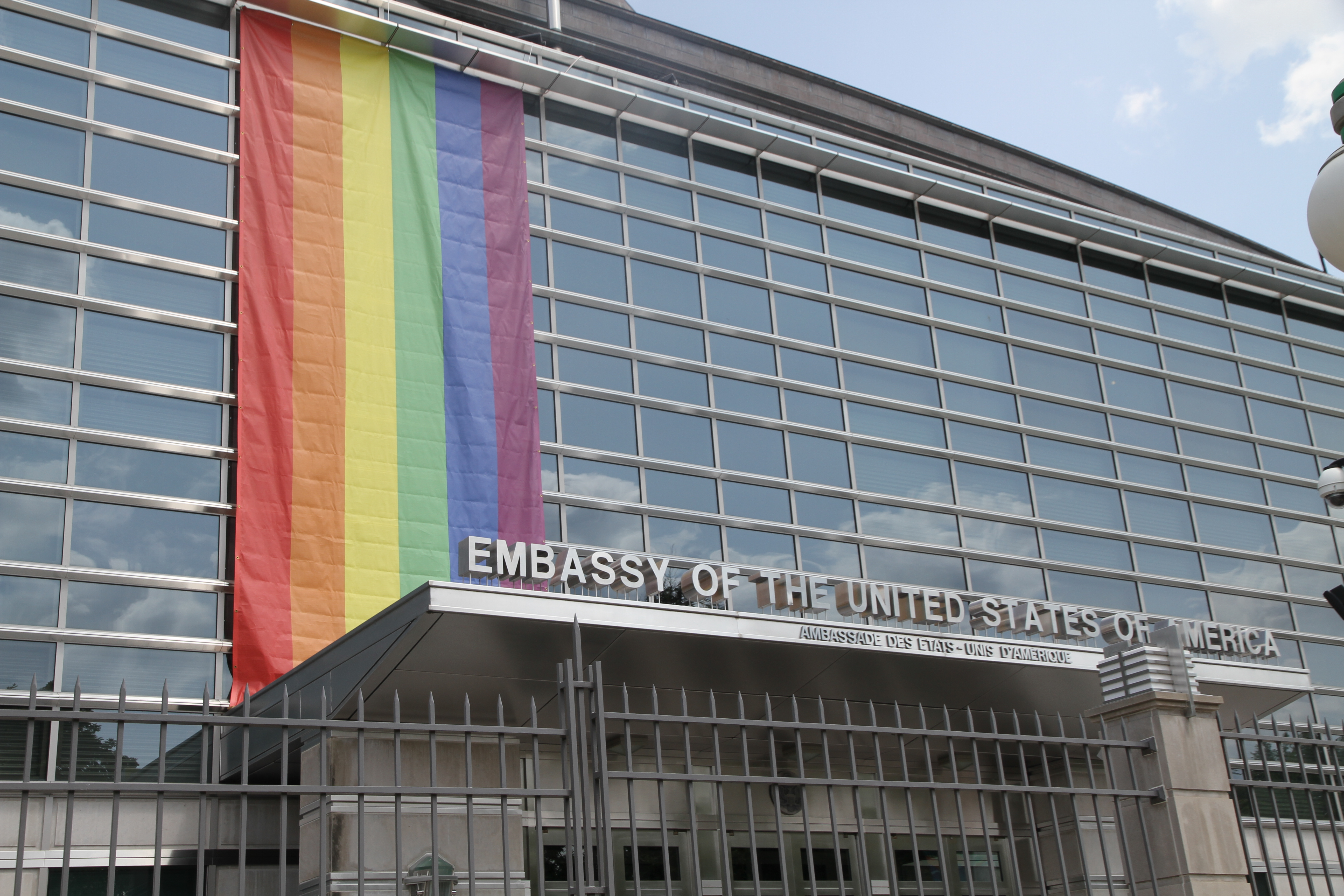
La embajada de Estados Unidos en Ottawa mostrnado su apoyo al Orgullo, 2014.
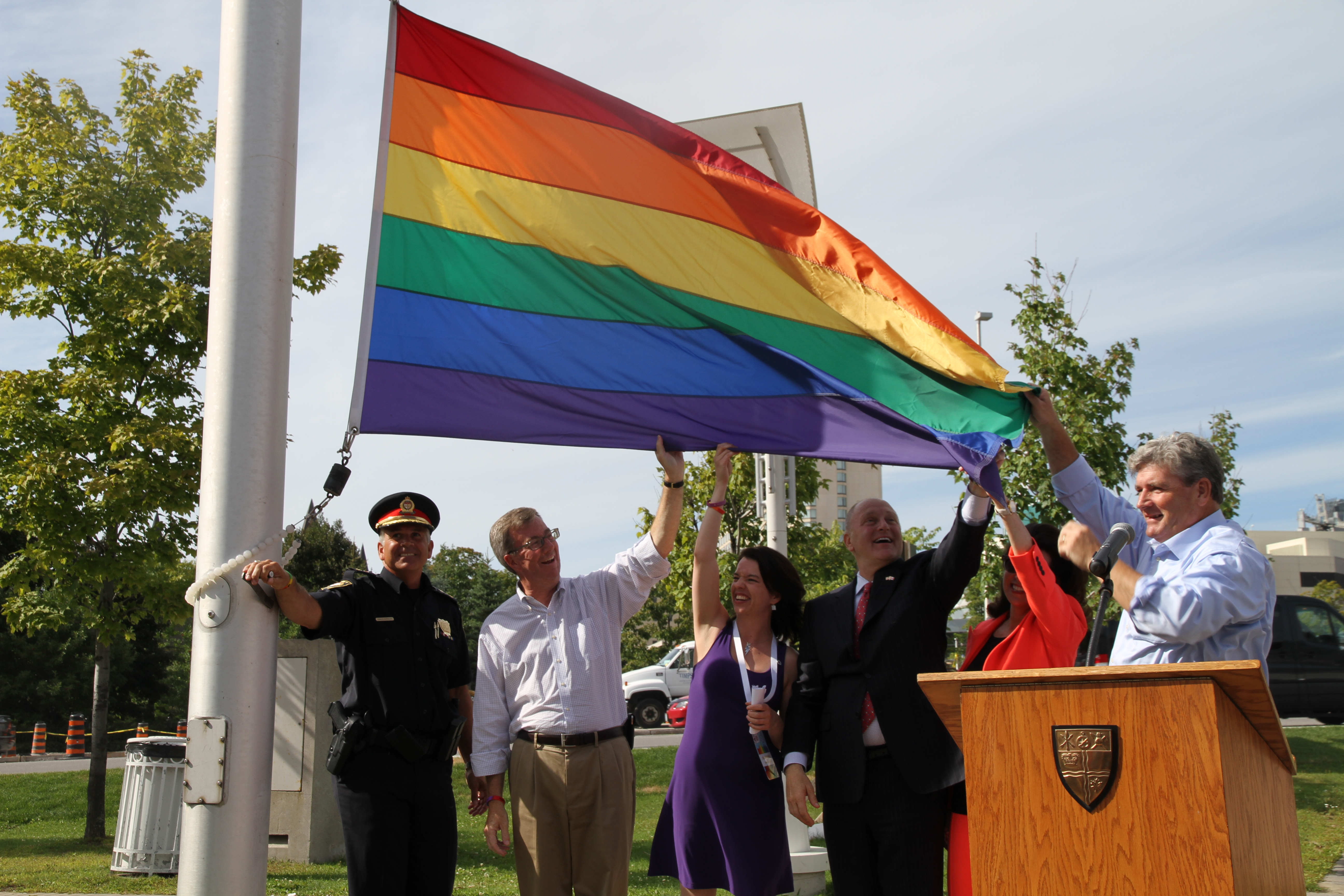
El jefe de policía, Charles Bordeleau, el alcalde Jim Watson, y el embajador de Estados Unidos, Bruce Heyman, en 2014.
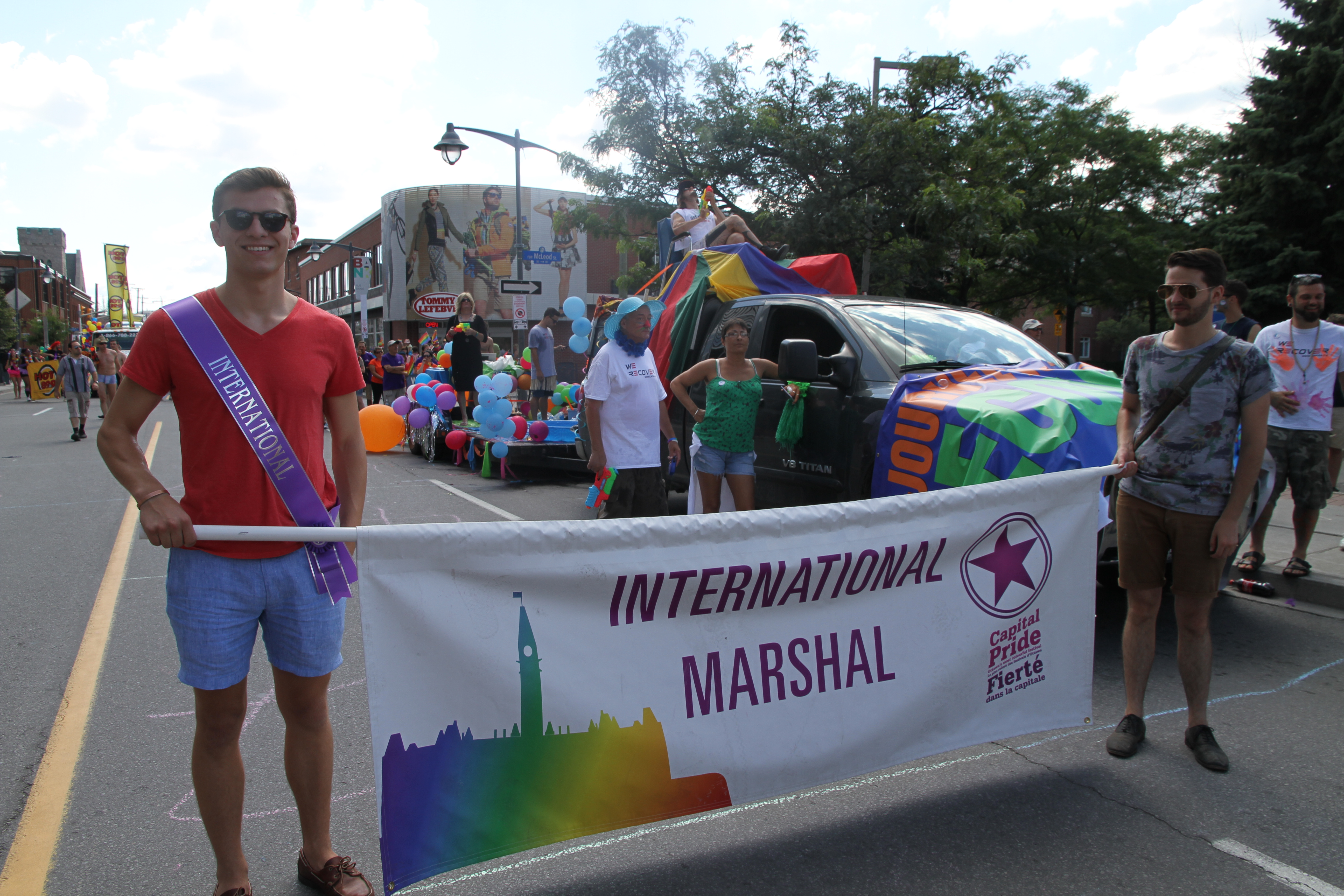
El mariscal Internacional Cason Crane participando en la marcha de 2014
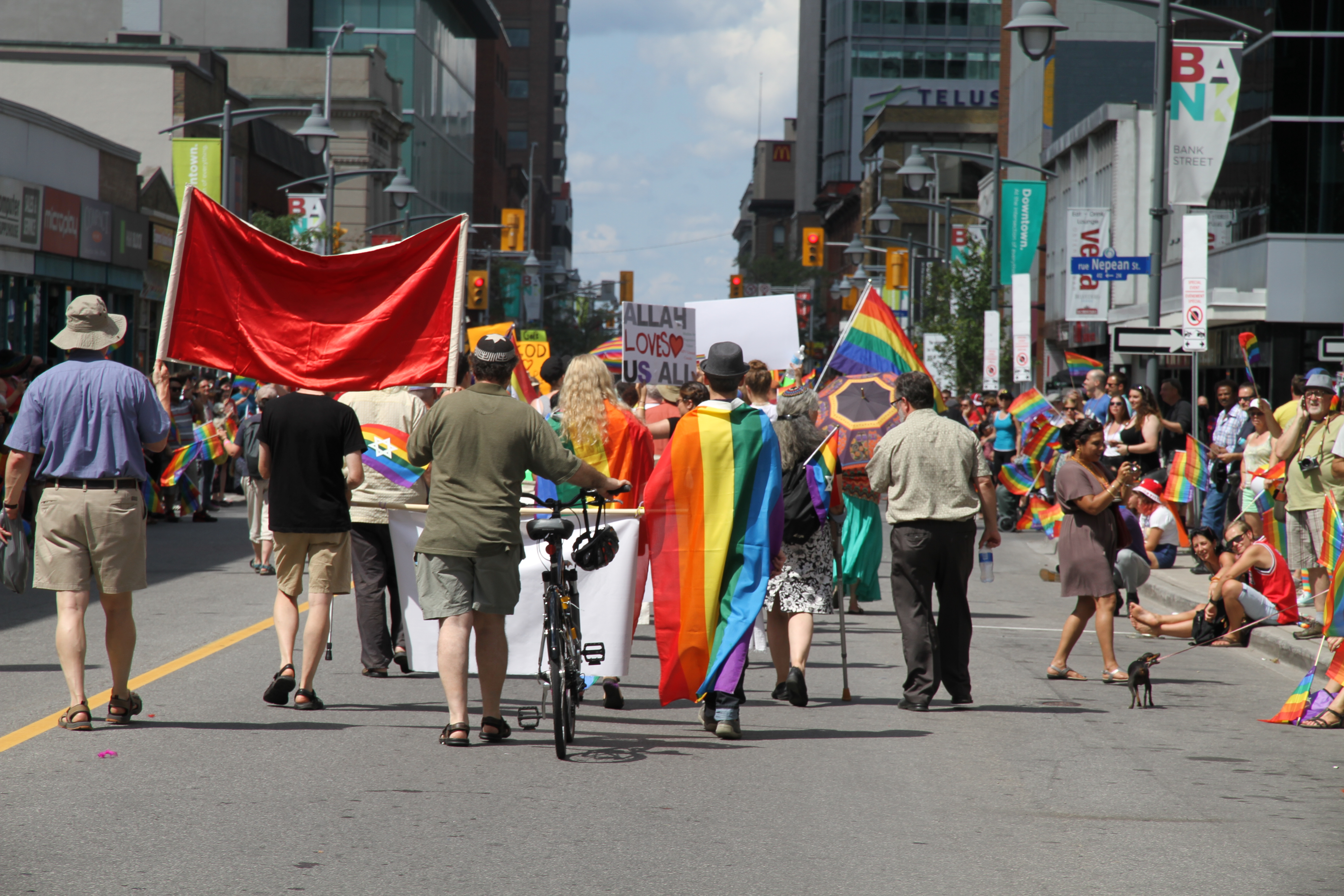
Participantes marchando en la Calle Bank en la marcha de 2014.